# La Croisée des chemins (film, 1942)
Pour les articles homonymes, voir La Croisée des chemins.
Pour plus de détails, voir Fiche technique et Distribution.
La Croisée des chemins est un film français réalisé par André Berthomieu, sorti en 1942.

## Synopsis
Un talentueux médecin vivant à Paris accepte de fréquenter une femme qu’il a connue dans sa jeunesse mais dont l'époux politicien la laisse de côté. En entretenant cette relation, le médecin risque d'oublier son travail et sa famille.

## Fiche technique
- Titre : La Croisée des chemins
- Réalisation : André Berthomieu
- Scénario et dialogues : André-Paul Antoine, d'après le roman de Henry Bordeaux
- Photographie : André Thomas
- Son : Marcel Royné
- Décors : Robert Giordani
- Musique : Georges Derveaux
- Montage : de Bissy
- Production : Films Marcel Pagnol
- Pays d'origine :  France
- Durée : 90 minutes
- Genre : Drame
- Date de sortie : 
  - France - 2 décembre 1942
- Affiche : Roger Cartier (France)

## Distribution
- Pierre Richard-Willm
- Josette Day
- Pierre Brasseur
- Madeleine Robinson
- Georges Lannes
- Paul Barré
- Alexandre Fabry
- Gisèle Parry
- Jacques Tarride
- Albert Gercourt
- Raymonde Vernay